# Бану Тамим
Бану́ Тами́м (араб. بنو تميم‎ — букв. сыновья Тамима) — арабское племя, относящееся к аравийской племенной группе Мудар. Потомки Тамима ибн Мурра, от имени которого и происходит название племени. Племя известно ещё с доисламских времён, неоднократно упоминается в Сунне пророка Мухаммеда.
На сегодняшний день тамимиты в основном проживают в Саудовской Аравии (районы Неджда, Эр-Рияд и другие города и провинции), Ираке и Катаре.

## Происхождение
Тамимиты являются кайситами племенной группы аднанитов, потомками Тами́ма ибн Му́рра ибн Удда ибн Таби́хы ибн Илья́са ибн Муда́ра ибн Низа́ра ибн Маа́да ибн Аднана. Соответственно, тамимиты являются родственниками курайшитов и утбитов.

## Основные ветви
У племени Бану Тамим множество родов и кланов, из них: род аль-Харис ибн Тамим, Бану аль-Анбар, Бану аль-Хаджидж ибн Амр ибн Тамим, Бану Усайд ибн Амир, Бану Малик ибн Амр ибн Тамим, Бану Амр ибн аль-Ала ибн Аммар ибн Аднан ибн аль-Харис, Бану аль-Харис ибн Амр ибн Тамим, Бану Имру-ль-Кайс ибн Зейд Манат ибн Тамим, Бану Саад ибн Зейд Манат ибн Тамим, Бану Мункир ибн Абид ибн Мака’ис, Бану Сарим ибн Мака’ис, Бану Ауф ибн Кааб ибн Саад ибн Зейд Манат ибн Тамим, Бану аль-Харис аль-Арадж ибн аль-Фирдаус, Арима, Унзуан, Сакд, Натаа и аль-Килаб.
Недждийских представителей Бану Тамим в общем можно разделить на три рода:
- Бану Ха́нзала — происходят от Ханзалы ибн Малика ибн Зейд Маната ибн Тамима.
- Бану Саа́д — от Саада ибн Зейд Маната ибн Тамима.
- Бану ’Амр — от Амра ибн Тамима.

### Бану Ханзала
Самыми известными ханзалитами являются вухайбиты-ми’дадиты (الوُهَبَة المعاضيد), которые являются предками семьи Мухаммада ибн Абд аль-Ваххаба (Аль Шейх) и нынешних правителей Катара (Аль Тани). Также из Бану Ханзала происходят роды Аль Бассам (آل بسام) и аль-Кудат (القضاة) в Унайзе, Аль Шаббана (آل شبانة) в Эль-Маджмаа, роды Ваши (وشي), Залам (ظلم), Джава (جوى), Аль Мааюф (آل معيوف) в Джаладжиле, Аль Миньяф (آل مِنْيف) в аль-Хуте, Аль Магамис (آل مغامس) в Хатаме, Аль Абд аль-Карим (آل عبد الكريم) в Харме и аль-Хараше, Аль Джасир (آل جاسر), Аль Аба Хубн (آل أبا حُبْن) в аль-Вашме и Ушайкаре, Аль Фаиз (الفايز), Аль Миснад (آل مسند), Аль Умар в Тайсие, Аль Атик (آل عتيق) и Аль Мас’ад (آل مسعد) в аль-Касбе.

### Бану Саад
Потомками Саада ибн Зейд Маната ибн Тамима являются Аль-’Анакир (العناقر) в Сармаде, Аль Муаммар (آل معمّر) в Садувсе, Аль Абу Алиян (или Улаян) (آل أبو عليان) и Аль Хасан (آل حسن) в Бурайде.

### Бану Амр
Потомками Амра ибн Тамима являются роды аль-Мазари’ (المزاريع) и ан-Навасир (النواصر).
Из рода Аль-Мазари происходят Аль Хаммад (آل حماد) в аль-Хуте, Аль Муршид (آل مرشد) в аль-Хульве, Аль Аун (آل عون) в аль-Кадие. Аль Хаммад являются самыми крупными представителями тамимитов в Неджде и в свою очередь делятся на две крупные династии — Аль Хусейн и Аль Муршид. Выходцами из рода аль-Мазари также являются Аль Мади (آل ماضي) из ар-Равды, Аль Фавзан (آل فوزان), Аль Фарис (آل فارس), Аль Касим (آل قاسم) в ар-Равде, Аль Хуабсиль (آل هوبثل) в Неджде, Аль Атыя (آل عطية), Аль Асаф (آل عساف) в Эль-Маджмаа, Аль Бакр (آل بكر) в Эр-Рияде, Аль-Хилалат (الهلالات) в Арке и многие другие недждийские роды и кланы.
Из рода Ан-Навасир происходят Аль Мукбиль (آل مقبل), жители Удрумы и ад-Дахилы, Аль Хаддан (آل خضان) в Шакре и Аль-Хамада (آل حماضا) в аль-Касабе.

## История

Карта Аглабидского эмирата

### Во времена Мухаммеда ипервых халифов
Во времена возникновения ислама племя Бану Тамим населяло полупустыню недалеко от Басры. В месяце мухаррам 9-го года хиджры (май 630 года) Пророк Мухаммед послал против Бану Тамим карательный отряд во главе с Уяйной ибн Хисна аль-Фазари. Причиной похода мусульман против Бану Тамим стало то, что это племя отказалось платить джизью и подстрекало к тому же другие племена. Аль-Фазари заставил Бану Тамим отступить и захватил некоторое количество пленных. После этого предводители племени явились в Медину, где вскоре приняли ислам.
После смерти Мухаммеда тамимиты, как и ряд иных арабских племён, отошли от его веры. Внутри племени произошёл раскол по родовому признаку: один из тамимитских родов, Бану Йарбу, избрал предводителем Малика ибн Нувайра; другой род, Бану Таглиб, выбрал себе в предводители женщину по имени Саджах, объявившую себя новой пророчицей. Под её руководством таглибиты сначала вели активные боевые действия с Бану Ханифа, возглавляемыми Мусайлимой, впоследствии же заключили с ними союз. Во время правления Абу Бакра тамимиты погрязли в родовых распрях и в 632—633 году н. э. были разбиты войсками Халида ибн аль-Валида.
Со времён Умара ибн аль-Хаттаба тамимиты принимали активное участие в арабских завоеваниях, поставляя своих бойцов в разноплемённую арабскую армию. Так, во время первой фитны тамимиты поддерживали Али ибн Абу Талиба в его битвах с хариджитами.

### Во временаУмаййадского халифата
Воины тамимитов влились в армию Халифата и принимали участие в войнах на многих направлениях, однако зачастую проявляли своеволие. С их участием проходили наиболее крупные кампании — и арабо-хазарские войны, и покорение Мавераннахра, и завоевание Ифрикийи. Только покорение Синда и вторжение в Европу проходило без их участия. В ходе завоеваний Халифата тамимиты расселились по всей его территории — от Ифрикиййи до Согда — являясь одной из опор власти. Тамимиты практически никогда не участвовали в восстаниях, даже если это шло в разрез со старыми межродовыми и межплеменными обидами — например, во время мятежа Кутайбы б. Муслима.

### Во временаАббасидского халифата
Тамимиты из рода Бану аль-Аглаб (аглабиды) являлись фактическими правителями Ифрикийи, хотя формально признавали сюзеренитет халифа. Под контролем аглабидов в разное время находились территории современного Туниса, часть Алжира и Ливии, острова Сицилия и Корсика, а также земли на юге Апеннинского полуострова.

## Бану Тамим сегодня

### В Катаре
В настоящее время племя Бану Тамим, наравне с племенем Бани Утба, составляет существенную часть населения Катара. К племени Бану Тамим принадлежит правящая в Катаре династия Аль Тани (араб. آل ثاني‎).

### В Ираке
В современном Ираке верхушка племени Бану Тамим была известна своей оппозицией правящей партии Баас (1963, 1968—2003) и её лидеру, президенту Ирака Саддаму Хусейну. После прихода партии Баас к власти, шейх племени Бану Тамим Талиб ас-Сухайль ат-Тамими в 1968 году бежал в Ливан. В 1979 году шейх Талиб ас-Сухайль попытался организовать государственный переворот в Ираке. Шейх Талиб был убит в Бейруте в 1994 году.

### В Саудовской Аравии
В Саудовской Аравии представители Бану Тамим являются влиятельными членами верховного духовенства. Члены тамимитского рода Аль Шейх традиционно являются Верховными муфтиями страны, а из родов Аль Бассам и Аль Усаймин происходят несколько известных салафитских богословов-улемов.

## Пророчества, связанные с Бану Тамим

### Хадис из Сахиха аль-Бухари, переданный Абу Хурайрой
«Я любил людей из племени Бани Тамим, особенно после того, как услышал три
вещи, которые посланник Аллаха (ﷺ) сказал о них. Он сказал: „Эти люди (из
Бани Тамим) будут твердо стоять против Даджаля“. Когда пришло садака от этого племени, посланник Аллаха сказал: „Это садака от нашего народа“.
Аиша имела девушку-рабыню из этого племени, и Пророк сказал ей:
„Освободи её, так как она — потомок Исмаила, мир ему!“»

### Хадис Икримы от одного из сподвижников, переданный в Муснаде Ахмада
В нем говорится «не говорите ничего, кроме хорошего, о
Бани Тамим, так как они будут самыми упорными из людей в нападении на
Даджаля». Аль-Хайтами говорит: «эти повествования — сахих (достоверные)».

## Известные представители
- Муха́ммад ибн Абд аль-Вахха́б аль-Муша́ррафи ат-Тами́ми — известный арабский теолог и основатель ваххабитского движения (салафия), сыгравший одну из ключевых ролей в создании Саудовской Аравии и закрепления в новом государстве ваххабизма.
- Саджа́х бинт аль-Ха́рис — лжепророчица VII века, военная предводительница тамимитов[6][7][8].
- Аль-Фараздак Хаммам ибн Галиб ад-Дарими ат-Тамими — знаменитый арабский поэт.
- Джарир ибн Атия аль-Хатафи ат-Тамими — знаменитый арабский поэт-сатирик.
- Абдуллах ибн Абдуррахман ад-Дарими ат-Тамими — выдающийся знаток хадисов.